# Laguna Kalina
La laguna Kalina o Busch es una laguna de agua dulce alto-andina de Bolivia, ubicada en la región del Altiplano andino. Está situada dentro de la Reserva Nacional de Fauna Andina Eduardo Abaroa, y administrativamente se encuentra en el municipio de San Pablo de Lípez de la provincia de Sud Lípez en el departamento de Potosí. Se encuentra en la zona de la Puna, cerca de la frontera con Argentina, presenta un clima seco, y tiene unas dimensiones máximas de 11 km de largo por 4 km de ancho máximo y una superficie de 20,6 km². Se encuentra a una altitud de 4.525 m s. n. m.
La laguna tiene un perímetro costero de 26 kilómetros.